# Agnoshydrus
Agnoshydrus là một chi bọ cánh cứng trong họ Dytiscidae.
Chi này được Biström, Nilsson & Wewalka miêu tả khoa học năm 1997.

## Các loài
Các loài trong chi này gồm:
- Agnoshydrus barong (Hendrich, Balke & Wewalka, 1995)
- Agnoshydrus confusus Wewalka & Biström, 1997
- Agnoshydrus densus Biström, Nilsson & Wewalka, 1997
- Agnoshydrus laccophiloides (Régimbart, 1888)
- Agnoshydrus schillhammeri Wewalka, 1999